# College van 's-Hertogenbosch
Het College van 's-Hertogenbosch (1604 - 1797) was een priestercollege van de oude universiteit van Leuven, in de Zuidelijke Nederlanden. Het leidde priesters op voor het eerste bisdom Den Bosch en, later, voor het apostolisch vicariaat Den Bosch. 

## Andere namen
- het Bossche college

- Collegie van den Bosch
- het Willibrordcollege

## Historiek

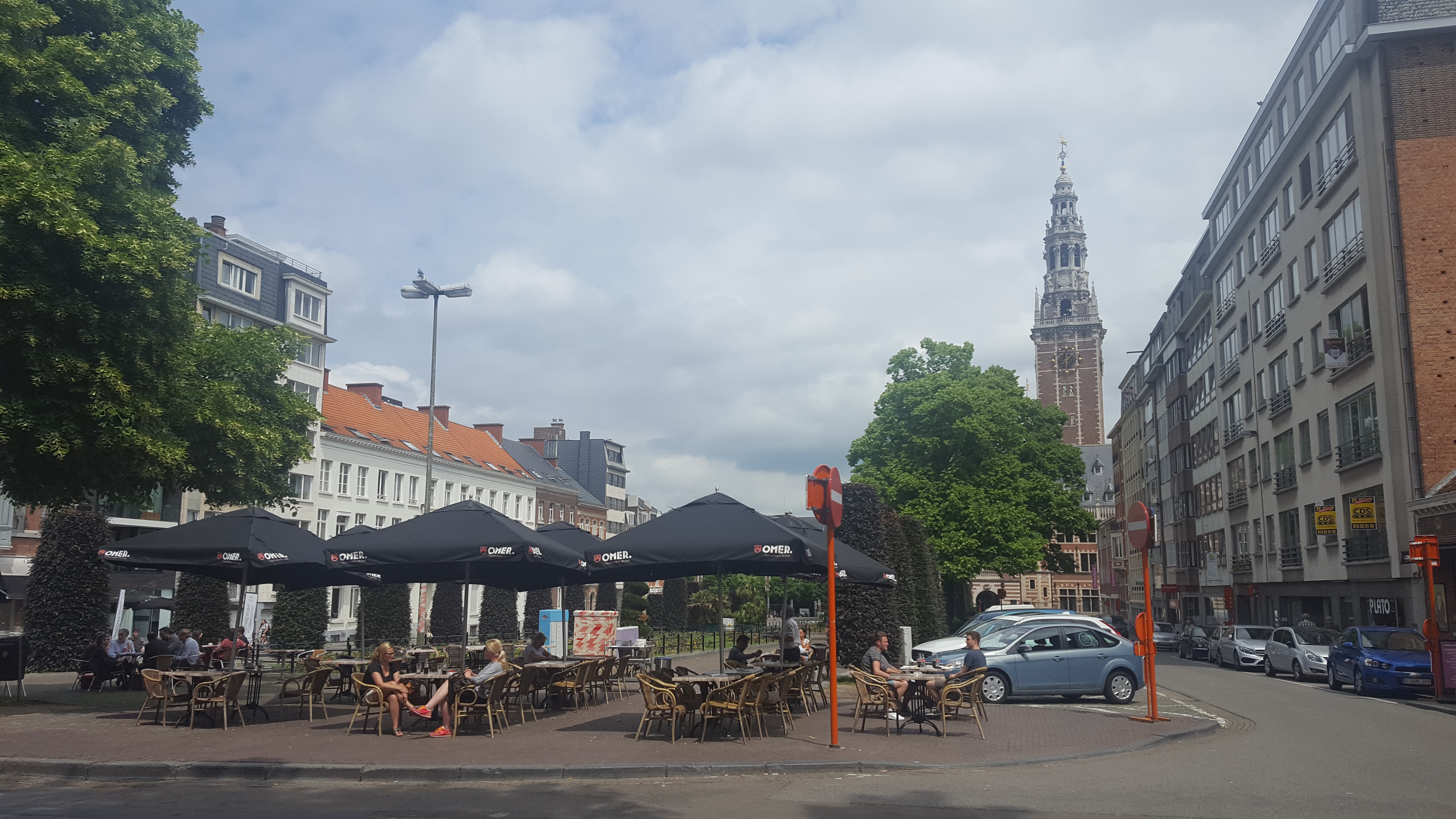
Links achterin: plek van het College van 's-Hertogenbosch, gelegen aan de Graanmarkt in Leuven, België (vandaag: Herbert Hooverplein)

Nog voor hij bisschop van Den Bosch werd, stichtte Nicolaas Zoesius, een priestercollege in Leuven (1604). Zoesius was kanunnik in Doornik en raadsheer bij de Grote Raad van Mechelen. Dit college was zijn woonhuis in Leuven. Leuven behoorde toen tot het hertogdom Brabant in de Spaanse Nederlanden. Dit college lag, naast het klooster der Clarissen, aan de Graanmarkt in Leuven. Vandaag is deze plek in Leuven te omschrijven als de hoek overgang Herbert Hooverplein met het Ladeuzeplein.
Eenmaal bisschop van Den Bosch richtte hij een seminarie voor middelbaar onderwijs in in Den Bosch: het Arme Fraterhuis (1617-1622). Zoesius meende dat het voortgezet universitair onderwijs voor priesters dan verder in Leuven moest. Hij volgde hiermee strikt het concilie van Trente dat stelde dat elk bisdom een seminarie met universitair onderwijs moest hebben. In 1625 stierf Zoesius in zijn Bossche college in Leuven. Zijn erfenis ging naar het Bossche College. In 1629, na het Beleg van 's-Hertogenbosch, verdween het bisdom Den Bosch van de kaart. De Hollandse Zending nam het priesteronderwijs over voor het apostolisch vicariaat Den Bosch. Zij behield het Bossche College aan de Leuvense universiteit, doch er bestond geen officiële relatie tussen de Hollandse Zending en het Bossche College. 
In 1797 schafte het Frans bestuur in Leuven de universiteit van Leuven af. Het Bossche College stond leeg. Op 1806 verkochten de Fransen het Bossche College aan Jean-Baptist Moreels, een Leuvenaar. Hij liet het College slopen en meerdere nieuwe private woningen kwamen in de plaats.